# Honda City
L'Honda City, Jazz, Fit o Airwave és un automòbil del segment B produït pel fabricant japonès Honda des de l'any 1981. El City se fabrica en Suzuka, Japó, en Sumaré, Brasil, en Guangzhou, Xina, en Ayutthaya, Tailàndia, i en Karawang, Indonèsia.
Existeixen cinc generacions del City, posades a la venda en els anys 1981, 1986, 1996, 2001 i 2009. La majoria d'elles va existir amb carrosseries sedan de quatre portes ("City" o "Fit Aria") i hatchback de tres o cinc portes ("Fit" en Amèrica, Xina i Japó, "Jazz" en Àfrica, Europa, Orient Mitjà, Oceania i la resta d'Àsia). La primera generació també s'oferia amb una variant descapotable de dues portes, i la quarta es ven amb carrosseria familiar de cinc portes ("Airwave").
La quarta generació té motor davanter transversal i existeix amb tracció davantera i tracció a les quatre rodes. Els seus motors són un gasolina de quatre cilindres en línia 1.2 litres de cilindrada i 78 CV de potència màxima, un 1.3 litres de 84 CV, un 1.5 litres de 89 o 109 CV; en Brasil, los més recents funcionen amb gasolina i etanol indistintament.
La cinquena generació del City es va presentar oficialment en el Saló de l'Automòbil de Tòquio de 2007 i es va posar a la venda a fins d'eixe any. Els dos motors gasolina són un 1.3 litres de 99 CV i un 1.5 litres de 120 CV.